# Mistrzostwa Świata w Hokeju na Lodzie Kobiet 2018/II Dywizja
Mistrzostwa Świata w Hokeju na Lodzie II dywizji 2018 zostały rozegrane w dniach 31 marca–6 kwietnia (Grupa A), 17-23 marca (Grupa B) oraz 4–9 grudnia 2017 (kwalifikacje).
W Dywizji II uczestniczyło 17 zespołów, które zostały podzielone na dwie grupy po 6 zespołów oraz na jedną grupę 5 zespołową. Zgodnie z formatem zawody Dywizji II odbyły się w trzech grupach: Grupa A w słoweńskim Mariborze, grupa B w hiszpańskim, Valdemoro, natomiast kwalifikacje odbyły się w bułgarskiej Sofii. Reprezentacje grały systemem każdy z każdym. Pierwsza drużyna grupy A awansowała do mistrzostw świata dywizji I gr. B w 2019 roku, ostatni zespół Grupy A został zdegradowany i w 2019 roku zagrał w Grupie B. Jego miejsce rok później zajął zwycięzca turnieju w Grupie B. Najsłabsza drużyna Grupy B spadła do Kwalifikacji do II dywizji.
Hale, w której rozegrane były zawody:
- Ledna dvorana, Maribor
- Francisco Fernández Ochoa City Ice Rink, Valdemoro
- Winter Sports Palace, Sofia

## Grupa A
Mecze
| 31 marca 2018 | Wielka Brytania | 5:1 | Australia | Ledna dvorana, Maribor |

| Szczegóły      | Szczegóły                                                                                              | Szczegóły       | Szczegóły                    | Szczegóły                                                                                        |
| -------------- | --- | --------------- | ---------------------------- | ------------------------------------------------------------------------------------------------ |
| Godzina: 13:00 | B. Hill (EQ) 46:58 A. Taylor (EQ) 49:07 A. Taylor (EQ) 50:49 L. Ganney (EQ) 52:04 L. Ganney (EQ) 54:32 | (0:0, 0:1, 5:0) | 38:25 (EQ) M. Clark-Crumpton | Widzów: 370 Sędzia główny: Ulrike Winklmayr Sędziowie liniowi: Catherine Goutama Milla Ronkainen |
| Godzina: 13:00 | 14 min. kar                                                                                            |                 | 14 min. kar                  | Widzów: 370 Sędzia główny: Ulrike Winklmayr Sędziowie liniowi: Catherine Goutama Milla Ronkainen |

| 31 marca 2018 | Korea Północna | 2:5 | Holandia | Ledna dvorana, Maribor |

| Szczegóły      | Szczegóły                                 | Szczegóły       | Szczegóły | Szczegóły                                                                           |
| -------------- | ----------------------------------------- | --------------- | --- | ----------------------------------------------------------------------------------- |
| Godzina: 16:30 | Kim U. H. (EQ) 05:56 Ryo S. H. (PP) 43:47 | (1:2, 0:0, 1:3) | 05:46 (EQ) B. van Nes 11:10 (EQ) E. Even 41:38 (EQ) K. Hamers 53:55 (EQ) I. Schollaardt 55:06 (EQ) L. Haverkorn | Widzów: 372 Sędzia główny: Daria Abrosimowa Sędziowie liniowi: Zita Gebora Wang Hui |
| Godzina: 16:30 | 6 min. kar                                |                 | 12 min. kar | Widzów: 372 Sędzia główny: Daria Abrosimowa Sędziowie liniowi: Zita Gebora Wang Hui |

| 31 marca 2018 | Meksyk | 0:6 | Słowenia | Ledna dvorana, Maribor |

| Szczegóły      | Szczegóły  | Szczegóły       | Szczegóły | Szczegóły                                                                                            |
| -------------- | ---------- | --------------- | --- | --- |
| Godzina: 20:00 |            | (0:2, 0:2, 0:2) | 08:04 (PP) N. Loncar 15:53 (EQ) S. Confidenti 27:09 (EQ) S. Confidenti 31:35 (EQ) P. Pren 55:07 (EQ) S. Confidenti 58:02 (SH) U. Pazlar | Widzów: 400 Sędzia główny: Kaylen Erchul Sędziowie liniowi: Jennifer Berezowski Anastasija Kuraszowa |
| Godzina: 20:00 | 6 min. kar |                 | 6 min. kar | Widzów: 400 Sędzia główny: Kaylen Erchul Sędziowie liniowi: Jennifer Berezowski Anastasija Kuraszowa |

| 1 kwietnia 2018 | Wielka Brytania | 3:1 | Korea Północna | Ledna dvorana, Maribor |

| Szczegóły      | Szczegóły                                                      | Szczegóły       | Szczegóły            | Szczegóły                                                                                    |
| -------------- | -------------------------------------------------------------- | --------------- | -------------------- | -------------------------------------------------------------------------------------------- |
| Godzina: 13:00 | L. Ganney (EQ) 17:43 A. Taylor (EQ) 25:14 G. Farman (EQ) 45:59 | (1:0, 1:1, 1:0) | 29:12 (EQ) Kim U. H. | Widzów: 356 Sędzia główny: Anniinna Nurmi Sędziowie liniowi: Jennifer Berezowski Zita Gebora |
| Godzina: 13:00 | 2 min. kar                                                     |                 | 6 min. kar           | Widzów: 356 Sędzia główny: Anniinna Nurmi Sędziowie liniowi: Jennifer Berezowski Zita Gebora |

| 1 kwietnia 2018 | Australia | 4:1 | Meksyk | Ledna dvorana, Maribor |

| Szczegóły      | Szczegóły                                                                                     | Szczegóły       | Szczegóły            | Szczegóły                                                                                      |
| -------------- | --------------------------------------------------------------------------------------------- | --------------- | -------------------- | ---------------------------------------------------------------------------------------------- |
| Godzina: 16:30 | R. Padjen (EQ) 03:19 R. Padjen (EQ) 06:13 L. Kiliwnik (PP) 11:06 M. Clark-Crumpton (EQ) 22:18 | (3:0, 1:1, 0:0) | 39:40 (PP) M. Chavez | Widzów: 348 Sędzia główny: Kaylen Erchul Sędziowie liniowi: Liv Andersson Anastasija Kuraszowa |
| Godzina: 16:30 | 10 min. kar                                                                                   |                 | 10 min. kar          | Widzów: 348 Sędzia główny: Kaylen Erchul Sędziowie liniowi: Liv Andersson Anastasija Kuraszowa |

| 1 kwietnia 2018 | Holandia | 2:1 | Słowenia | Ledna dvorana, Maribor |

| Szczegóły      | Szczegóły                                  | Szczegóły       | Szczegóły                | Szczegóły                                                                               |
| -------------- | ------------------------------------------ | --------------- | ------------------------ | --------------------------------------------------------------------------------------- |
| Godzina: 20:00 | Z. Barbier (EQ) 09:56 K. Hamers (PP) 25:12 | (1:0, 1:0, 0:1) | 51:16 (PP) S. Confidenti | Widzów: 450 Sędzia główny: Daria Abrosimowa Sędziowie liniowi: Milla Ronkainen Wang Hui |
| Godzina: 20:00 | 12 min. kar                                |                 | 14 min. kar              | Widzów: 450 Sędzia główny: Daria Abrosimowa Sędziowie liniowi: Milla Ronkainen Wang Hui |

| 3 kwietnia 2018 | Holandia | 6:0 | Australia | Ledna dvorana, Maribor |

| Szczegóły      | Szczegóły | Szczegóły       | Szczegóły  | Szczegóły                                                                                            |
| -------------- | --- | --------------- | ---------- | --- |
| Godzina: 13:00 | J. Zwarthoed (SH) 10:07 I. Schollaardt (EQ) 13:52 N. Tjin-A-Ton (PP) 32:54 Z. Barbier (EQ) 42:27 A. van der Zande (EQ) 47:12 S. Wielenga (EQ) 48:08 | (2:0, 1:0, 3:0) |            | Widzów: 344 Sędzia główny: Ulrike Winklmayr Sędziowie liniowi: Jennifer Berezowski Catherine Goutama |
| Godzina: 13:00 | 4 min. kar |                 | 8 min. kar | Widzów: 344 Sędzia główny: Ulrike Winklmayr Sędziowie liniowi: Jennifer Berezowski Catherine Goutama |

| 3 kwietnia 2018 | Wielka Brytania | 5:0 | Meksyk | Ledna dvorana, Maribor |

| Szczegóły      | Szczegóły                                                                                           | Szczegóły       | Szczegóły   | Szczegóły                                                                                  |
| -------------- | --------------------------------------------------------------------------------------------------- | --------------- | ----------- | ------------------------------------------------------------------------------------------ |
| Godzina: 16:30 | K. Lane (PP) 13:28 C. Ashton (EQ) 25:32 S. Allen (PP) 31:16 K. Henry (PP) 41:19 L. Adams (EQ) 43:10 | (1:0, 2:0, 2:0) |             | Widzów: 357 Sędzia główny: Anniinna Nurmi Sędziowie liniowi: Liv Andersson Milla Ronkainen |
| Godzina: 16:30 | 6 min. kar                                                                                          |                 | 12 min. kar | Widzów: 357 Sędzia główny: Anniinna Nurmi Sędziowie liniowi: Liv Andersson Milla Ronkainen |

| 3 kwietnia 2018 | Korea Północna | 5:4 | Słowenia | Ledna dvorana, Maribor |

| Szczegóły      | Szczegóły                                                                                                | Szczegóły       | Szczegóły                                                                              | Szczegóły                                                                                    |
| -------------- | --- | --------------- | -------------------------------------------------------------------------------------- | -------------------------------------------------------------------------------------------- |
| Godzina: 20:00 | Kim H. M. (EQ) 09:21 Kim H. M. (EQ) 11:26 Kim H. M. (EQ) 35:03 Kim H. M. (EQ) 50:27 Kim U. H. (PP) 53:55 | (2:0, 1:2, 2:2) | 27:54 (EQ) E. Dukarić 31:40 (EQ) S. Confidenti 41:10 (EQ) P. Pren 58:58 (PP) I. Kraner | Widzów: 499 Sędzia główny: Kaylen Erchul Sędziowie liniowi: Zita Gebora Anastasija Kuraszowa |
| Godzina: 20:00 | 4 min. kar                                                                                               |                 | 4 min. kar                                                                             | Widzów: 499 Sędzia główny: Kaylen Erchul Sędziowie liniowi: Zita Gebora Anastasija Kuraszowa |

| 4 kwietnia 2018 | Meksyk | 0:7 | Holandia | Ledna dvorana, Maribor |

| Szczegóły      | Szczegóły  | Szczegóły       | Szczegóły | Szczegóły                                                                                |
| -------------- | ---------- | --------------- | --- | ---------------------------------------------------------------------------------------- |
| Godzina: 13:00 |            | (0:1, 0:3, 0:3) | 02:17 (EQ) S. Wielenga 26:42 (PP) M. Dijkema 27:57 (EQ) J. Zwarthoed 30:14 (EQ) N. Tjin-A-Ton 40:44 (EQ) J. Zwarthoed 47:07 (EQ) S. Wielenga 54:35 (EQ) J. Zwarthoed | Widzów: 341 Sędzia główny: Anniinna Nurmi Sędziowie liniowi: Zita Gebora Milla Ronkainen |
| Godzina: 13:00 | 6 min. kar |                 | 2 min. kar | Widzów: 341 Sędzia główny: Anniinna Nurmi Sędziowie liniowi: Zita Gebora Milla Ronkainen |

| 4 kwietnia 2018 | Australia | 1:3 | Korea Północna | Ledna dvorana, Maribor |

| Szczegóły      | Szczegóły                    | Szczegóły       | Szczegóły                                                   | Szczegóły                                                                                    |
| -------------- | ---------------------------- | --------------- | ----------------------------------------------------------- | -------------------------------------------------------------------------------------------- |
| Godzina: 16:30 | M. Clark-Crumpton (EQ) 28:09 | (0:0, 1:0, 0:3) | 41:23 (EQ) Ryo S. H. 55:49 (EQ) Kim U. H. 58:37 (EQ) Jin O. | Widzów: 340 Sędzia główny: Daria Abrosimowa Sędziowie liniowi: Anastasija Kuraszowa Wang Hui |
| Godzina: 16:30 | 8 min. kar                   |                 | 2 min. kar                                                  | Widzów: 340 Sędzia główny: Daria Abrosimowa Sędziowie liniowi: Anastasija Kuraszowa Wang Hui |

| 4 kwietnia 2018 | Słowenia | 1:4 | Wielka Brytania | Ledna dvorana, Maribor |

| Szczegóły      | Szczegóły                | Szczegóły       | Szczegóły                                                                         | Szczegóły                                                                                      |
| -------------- | ------------------------ | --------------- | --------------------------------------------------------------------------------- | ---------------------------------------------------------------------------------------------- |
| Godzina: 20:00 | S. Confidenti (EQ) 54:24 | (0:1, 0:2, 1:1) | 16:45 (EQ) B. Hill 21:56 (EQ) K. Henry 24:50 (EQ) A. Taylor 48:11 (EQ) S. Herbert | Widzów: 462 Sędzia główny: Ulrike Winklmayr Sędziowie liniowi: Liv Andersson Catherine Goutama |
| Godzina: 20:00 | 4 min. kar               |                 | 6 min. kar                                                                        | Widzów: 462 Sędzia główny: Ulrike Winklmayr Sędziowie liniowi: Liv Andersson Catherine Goutama |

| 6 kwietnia 2018 | Korea Północna | 3:2 | Meksyk | Ledna dvorana, Maribor |

| Szczegóły      | Szczegóły                                                      | Szczegóły       | Szczegóły                                  | Szczegóły                                                                                             |
| -------------- | -------------------------------------------------------------- | --------------- | ------------------------------------------ | --- |
| Godzina: 13:00 | Kim H. M. (EQ) 13:44 Kim U. H. (EQ) 35:48 Kim U. H. (PP) 58:32 | (1:1, 1:0, 1:1) | 11:11 (EQ) G. Rojas 59:58 (EQ) F. Cardenas | Widzów: 332 Sędzia główny: Daria Abrosimowa Sędziowie liniowi: Catherine Goutama Anastasija Kuraszowa |
| Godzina: 13:00 | 2 min. kar                                                     |                 | 10 min. kar                                | Widzów: 332 Sędzia główny: Daria Abrosimowa Sędziowie liniowi: Catherine Goutama Anastasija Kuraszowa |

| 6 kwietnia 2018 | Holandia | 4:0 | Wielka Brytania | Ledna dvorana, Maribor |

| Szczegóły      | Szczegóły                                                                                 | Szczegóły       | Szczegóły   | Szczegóły                                                                                       |
| -------------- | ----------------------------------------------------------------------------------------- | --------------- | ----------- | ----------------------------------------------------------------------------------------------- |
| Godzina: 16:30 | S. Wielenga (PP) 21:06 K. Hamers (EQ) 26:47 J. Zwarthoed (EQ) 39:17 B. van Nes (PP) 40:35 | (0:0, 3:0, 1:0) |             | Widzów: 377 Sędzia główny: Kaylen Erchul Sędziowie liniowi: Jennifer Berezowski Milla Ronkainen |
| Godzina: 16:30 | 12 min. kar                                                                               |                 | 14 min. kar | Widzów: 377 Sędzia główny: Kaylen Erchul Sędziowie liniowi: Jennifer Berezowski Milla Ronkainen |

| 6 kwietnia 2018 | Słowenia | 2:4 | Australia | Ledna dvorana, Maribor |

| Szczegóły      | Szczegóły                                    | Szczegóły       | Szczegóły                                                                                  | Szczegóły                                                                           |
| -------------- | -------------------------------------------- | --------------- | ------------------------------------------------------------------------------------------ | ----------------------------------------------------------------------------------- |
| Godzina: 20:00 | M. Manfreda (PP) 26:49 E. Dukarić (EQ) 34:11 | (0:4, 2:0, 0:0) | 08:23 (SH) K. Tihema 11:18 (EQ) K. Tihema 13:21 (EQ) N. Ayris 15:02 (EQ) M. Clark-Crumpton | Widzów: 436 Sędzia główny: Anniinna Nurmi Sędziowie liniowi: Liv Andersson Wang Hui |
| Godzina: 20:00 | 6 min. kar                                   |                 | 18 min. kar                                                                                | Widzów: 436 Sędzia główny: Anniinna Nurmi Sędziowie liniowi: Liv Andersson Wang Hui |

Tabela
| Lp. | Zespół          | M | Pkt | Z | Zd | Pd | P | G+ | G- | +/- |
| --- | --------------- | - | --- | - | -- | -- | - | -- | -- | --- |
| 1   | Holandia        | 5 | 15  | 5 | 0  | 0  | 0 | 24 | 3  | +21 |
| 2   | Wielka Brytania | 5 | 12  | 4 | 0  | 0  | 1 | 17 | 7  | +10 |
| 3   | Korea Północna  | 5 | 9   | 3 | 0  | 0  | 2 | 14 | 15 | -1  |
| 4   | Australia       | 5 | 6   | 2 | 0  | 0  | 3 | 10 | 17 | -7  |
| 5   | Słowenia        | 5 | 3   | 1 | 0  | 0  | 4 | 14 | 15 | -1  |
| 6   | Meksyk          | 5 | 0   | 0 | 0  | 0  | 5 | 3  | 25 | -22 |

      = awans do I dywizji grupy B        = spadek do II dywizji grupy B
Nagrody indywidualne
Dyrektoriat turnieju wybrał trójkę najlepszych zawodników, po jednym na każdej pozycji:
- Bramkarz:  Pia Dukarić
- Obrońca:  Kayleigh Hamers
- Napastnik:  Pia Pren

## Grupa B
Mecze
| 17 marca 2018 | Nowa Zelandia | 6:3 | Rumunia | Francisco Fernández Ochoa City Ice Rink, Valdemoro |

| Szczegóły      | Szczegóły | Szczegóły       | Szczegóły                                                     | Szczegóły                                                                                                |
| -------------- | --- | --------------- | ------------------------------------------------------------- | --- |
| Godzina: 13:00 | C. Heale (EQ) 21:54 C. Heale (EQ) 26:37 C. Heale (SH) 31:38 C. Heale (EQ) 33:29 A. Hyde (EQ) 36:30 A. Mulari (PP) 39:05 | (0:2, 6:1, 0:0) | 01:32 (EQ) A. Oprea 14:45 (EQ) A. Dumitru 36:02 (EQ) A. Oprea | Widzów: 125 Sędzia główny: Liu Chunhua Sędziowie liniowi: Claudia de la Pompa Carrera Loise Lybak Larsen |
| Godzina: 13:00 | 8 min. kar |                 | 8 min. kar                                                    | Widzów: 125 Sędzia główny: Liu Chunhua Sędziowie liniowi: Claudia de la Pompa Carrera Loise Lybak Larsen |

| 17 marca 2018 | Chińskie Tajpej | 6:2 | Turcja | Francisco Fernández Ochoa City Ice Rink, Valdemoro |

| Szczegóły      | Szczegóły | Szczegóły       | Szczegóły                                 | Szczegóły |
| -------------- | --- | --------------- | ----------------------------------------- | --- |
| Godzina: 16:30 | Yeh H.-C. (EQ) 04:37 Yeh H.-C. (EQ) 12:16 Yeh H.-C. (PP) 28:24 Yeh H.-C. (EQ) 31:48 Yeh H.-C. (EQ) 41:10 Yeh H.-C. (PP) 56:04 | (2:0, 2:1, 2:1) | 34:53 (EQ) F. Yurt 43:18 (EQ) B. Demirkol | Widzów: 130 Sędzia główny: Elise Harbitz-Rasmussen Sędziowie liniowi: Bettina Angerer Alba Louise Calero Scanlan |
| Godzina: 16:30 | 0 min. kar |                 | 6 min. kar                                | Widzów: 130 Sędzia główny: Elise Harbitz-Rasmussen Sędziowie liniowi: Bettina Angerer Alba Louise Calero Scanlan |

| 17 marca 2018 | Islandia | 1:2 | Hiszpania | Francisco Fernández Ochoa City Ice Rink, Valdemoro |

| Szczegóły      | Szczegóły                     | Szczegóły       | Szczegóły                                     | Szczegóły                                                                                |
| -------------- | ----------------------------- | --------------- | --------------------------------------------- | ---------------------------------------------------------------------------------------- |
| Godzina: 20:15 | S. Bjorgvinsdottir (EQ) 06:02 | (1:0, 0:1, 0:1) | 21:29 (SH) A. Merino 59:11 (EQ) V. Abrisqueta | Widzów: 650 Sędzia główny: Sintija Čamāne Sędziowie liniowi: Jennifer Cameron Fu Zhennan |
| Godzina: 20:15 | 10 min. kar                   |                 | 6 min. kar                                    | Widzów: 650 Sędzia główny: Sintija Čamāne Sędziowie liniowi: Jennifer Cameron Fu Zhennan |

| 18 marca 2018 | Rumunia | 4:9 | Chińskie Tajpej | Francisco Fernández Ochoa City Ice Rink, Valdemoro |

| Szczegóły      | Szczegóły                                                                       | Szczegóły       | Szczegóły | Szczegóły                                                                               |
| -------------- | ------------------------------------------------------------------------------- | --------------- | --- | --------------------------------------------------------------------------------------- |
| Godzina: 13:00 | A. Dumitru (EQ) 02:17 M. Popescu (EQ) 16:10 V. Ana (EQ) 25:12 V. Ana (EQ) 55:07 | (2:5, 1:3, 1:1) | 04:12 (EQ) Tsai J.-J. 13:32 (EQ) Hsieh C.-C. 14:35 (EQ) Pan H.-N. 15:35 (PP) Yeh H.-C. 17:26 (EQ) Tao S.-L. 31:31 (EQ) Yeh H.-C. 32:10 (EQ) Yeh H.-C. 39:25 (PP) Yeh H.-C. 54:23 (EQ) Liu C.-L. | Widzów: 63 Sędzia główny: Lisa Grison Sędziowie liniowi: Jennifer Cameron Linnea Sainio |
| Godzina: 13:00 | 8 min. kar                                                                      |                 | 6 min. kar | Widzów: 63 Sędzia główny: Lisa Grison Sędziowie liniowi: Jennifer Cameron Linnea Sainio |

| 18 marca 2018 | Nowa Zelandia | 3:4 pk. | Islandia | Francisco Fernández Ochoa City Ice Rink, Valdemoro |

| Szczegóły      | Szczegóły                                                     | Szczegóły                 | Szczegóły | Szczegóły                                                                                          |
| -------------- | ------------------------------------------------------------- | ------------------------- | --- | -------------------------------------------------------------------------------------------------- |
| Godzina: 16:30 | K. Gerken (EQ) 31:31 E. Kloss (EQ) 40:23 A. Mulari (SH) 45:39 | (0:2, 1:0, 2:1, 0:0, 0:1) | 14:42 (PP) F. Johannesdottir 17:12 (EQ) Hsieh C.-C. 59:56 (SH) S. Shantz-Smiley 65:00 (GWG) S. Shantz-Smiley | Widzów: 120 Sędzia główny: Sintija Čamāne Sędziowie liniowi: Alba Louise Calero Scanlan Fu Zhennan |
| Godzina: 16:30 | 18 min. kar                                                   |                           | 12 min. kar                                                                                                  | Widzów: 120 Sędzia główny: Sintija Čamāne Sędziowie liniowi: Alba Louise Calero Scanlan Fu Zhennan |

| 18 marca 2018 | Hiszpania | 4:1 | Turcja | Francisco Fernández Ochoa City Ice Rink, Valdemoro |

| Szczegóły      | Szczegóły                                                                                 | Szczegóły       | Szczegóły            | Szczegóły                                                                                                |
| -------------- | ----------------------------------------------------------------------------------------- | --------------- | -------------------- | --- |
| Godzina: 20:00 | S. Danielsson (PP) 02:35 E. Ramos (EQ) 10:20 V. Munoz (EQ) 39:00 S. Danielsson (EQ) 59:38 | (2:1, 1:0, 1:0) | 05:21 (EQ) B. Taygar | Widzów: 530 Sędzia główny: Elise Harbitz-Rasmussen Sędziowie liniowi: Bettina Angerer Loise Lybak Larsen |
| Godzina: 20:00 | 8 min. kar                                                                                |                 | 10 min. kar          | Widzów: 530 Sędzia główny: Elise Harbitz-Rasmussen Sędziowie liniowi: Bettina Angerer Loise Lybak Larsen |

| 20 marca 2018 | Islandia | 6:2 | Turcja | Francisco Fernández Ochoa City Ice Rink, Valdemoro |

| Szczegóły      | Szczegóły | Szczegóły       | Szczegóły                                     | Szczegóły                                                                                          |
| -------------- | --- | --------------- | --------------------------------------------- | -------------------------------------------------------------------------------------------------- |
| Godzina: 13:00 | F. Johannesdottir (EQ) 13:15 S. Bjorgvinsdottir (EQ) 40:26 T. Snorradottir (EQ) 42:53 S. Bjorgvinsdottir (EQ) 52:22 K. Gardarsdottir (EQ) 53:51 S. Bjorgvinsdottir (PP) 55:03 | (1:1, 0:1, 5:0) | 02:45 (PP) C. Baktiroglu 36:43 (EQ) B. Taygar | Widzów: 130 Sędzia główny: Liu Chunhua Sędziowie liniowi: Alba Louise Calero Scanlan Linnea Sainio |
| Godzina: 13:00 | 10 min. kar |                 | 8 min. kar                                    | Widzów: 130 Sędzia główny: Liu Chunhua Sędziowie liniowi: Alba Louise Calero Scanlan Linnea Sainio |

| 20 marca 2018 | Nowa Zelandia | 2:5 | Chińskie Tajpej | Francisco Fernández Ochoa City Ice Rink, Valdemoro |

| Szczegóły      | Szczegóły                                | Szczegóły       | Szczegóły                                                                                                  | Szczegóły                                                                                             |
| -------------- | ---------------------------------------- | --------------- | --- | --- |
| Godzina: 16:30 | C. Heale (EQ) 27:19 R. Lilly (PP2) 57:56 | (0:3, 1:1, 1:1) | 16:05 (EQ) Hsu T.-Y. 18:20 (EQ) Pan H.-N. 19:44 (EQ) Yao W.-C. 39:40 (PP) Teng Y.-T. 59:04 (SH1) Hsu T.-Y. | Widzów: 55 Sędzia główny: Lisa Grison Sędziowie liniowi: Jennifer Cameron Claudia de la Pompa Carrera |
| Godzina: 16:30 | 6 min. kar                               |                 | 8 min. kar                                                                                                 | Widzów: 55 Sędzia główny: Lisa Grison Sędziowie liniowi: Jennifer Cameron Claudia de la Pompa Carrera |

| 20 marca 2018 | Hiszpania | 12:0 | Rumunia | Francisco Fernández Ochoa City Ice Rink, Valdemoro |

| Szczegóły      | Szczegóły | Szczegóły       | Szczegóły  | Szczegóły                                                                               |
| -------------- | --- | --------------- | ---------- | --------------------------------------------------------------------------------------- |
| Godzina: 20:00 | V. Munoz (EQ) 05:30 V. Ibanez (EQ) 12:24 S. Danielsson (EQ) 12:38 E. Alvarez (EQ) 17:41 V. Abrisqueta (EQ) 24:01 L. Abrisqueta (SH) 25:02 V. Abrisqueta (PP) 28:23 V. B. Serrano (EQ) 29:19 E. Ramos (EQ) 30:35 V. B. Serrano (EQ) 44:37 A. Merino (SH) 56:03 E. Alvarez (EQ) 58:46 | (4:0, 5:0, 3:0) |            | Widzów: 205 Sędzia główny: Sintija Čamāne Sędziowie liniowi: Bettina Angerer Fu Zhennan |
| Godzina: 20:00 | 8 min. kar |                 | 8 min. kar | Widzów: 205 Sędzia główny: Sintija Čamāne Sędziowie liniowi: Bettina Angerer Fu Zhennan |

| 21 marca 2018 | Turcja | 4:11 | Nowa Zelandia | Francisco Fernández Ochoa City Ice Rink, Valdemoro |

| Szczegóły      | Szczegóły                                                                           | Szczegóły       | Szczegóły | Szczegóły                                                                                           |
| -------------- | ----------------------------------------------------------------------------------- | --------------- | --- | --------------------------------------------------------------------------------------------------- |
| Godzina: 13:00 | B. Taygar (EQ) 00:39 B. Taygar (PP) 07:13 D. Lokbas (EQ) 12:30 B. Taygar (PP) 47:34 | (3:3, 0:5, 1:3) | 05:45 (EQ) H. Murray 10:33 (EQ) H. Murray 11:44 (EQ) R. Lilly 21:30 (SH) Krystie W.-S. 24:34 (PP) J. Jones 26:57 (EQ) C. Heale 29:01 (EQ) C. Heale 30:13 (PP) A. Mulari 42:59 (EQ) E. Kloss 44:59 (EQ) H. Gregory 51:32 (EQ) A. Mulari | Widzów: 95 Sędzia główny: Elise Harbitz-Rasmussen Sędziowie liniowi: Jennifer Cameron Linnea Sainio |
| Godzina: 13:00 | 12 min. kar                                                                         |                 | 6 min. kar | Widzów: 95 Sędzia główny: Elise Harbitz-Rasmussen Sędziowie liniowi: Jennifer Cameron Linnea Sainio |

| 21 marca 2018 | Rumunia | 1:12 | Islandia | Francisco Fernández Ochoa City Ice Rink, Valdemoro |

| Szczegóły      | Szczegóły           | Szczegóły       | Szczegóły | Szczegóły                                                                                            |
| -------------- | ------------------- | --------------- | --- | --- |
| Godzina: 16:30 | A. Oprea (PP) 21:01 | (0:5, 1:2, 0:5) | 01:06 (EQ) F. Johannesdottir 05:25 (SH) K. Ingadottir 10:23 (EQ) A. Sigurdardottir 12:05 (EQ) S. Bjorgvinsdottir 15:46 (EQ) H. Geirsdottir 26:01 (PP2) S. Bjorgvinsdottir 33:26 (EQ) H. Geirsdottir 40:09 (EQ) H. Geirsdottir 45:36 (EQ) S. Bjorgvinsdottir 48:13 (EQ) S. Bjorgvinsdottir 53:30 (PP) S. Bjorgvinsdottir 59:18 (EQ) S. Bjorgvinsdottir | Widzów: 85 Sędzia główny: Liu Chunhua Sędziowie liniowi: Bettina Angerer Claudia de la Pompa Carrera |
| Godzina: 16:30 | 12 min. kar         |                 | 12 min. kar | Widzów: 85 Sędzia główny: Liu Chunhua Sędziowie liniowi: Bettina Angerer Claudia de la Pompa Carrera |

| 21 marca 2018 | Chińskie Tajpej | 1:6 | Hiszpania | Francisco Fernández Ochoa City Ice Rink, Valdemoro |

| Szczegóły      | Szczegóły              | Szczegóły       | Szczegóły | Szczegóły                                                                               |
| -------------- | ---------------------- | --------------- | --- | --------------------------------------------------------------------------------------- |
| Godzina: 20:00 | Hsieh C.-C. (EQ) 43:26 | (0:2, 0:3, 1:1) | 12:22 (EQ) S. Danielsson 15:56 (EQ) P. Moreno 24:20 (EQ) M. Martin 31:50 (EQ) A. Merino 37:04 (EQ) V. Abrisqueta 51:04 (EQ) S. Danielsson | Widzów: 455 Sędzia główny: Lisa Grison Sędziowie liniowi: Fu Zhennan Loise Lybak Larsen |
| Godzina: 20:00 | 6 min. kar             |                 | 8 min. kar | Widzów: 455 Sędzia główny: Lisa Grison Sędziowie liniowi: Fu Zhennan Loise Lybak Larsen |

| 23 marca 2018 | Islandia | 2:4 | Chińskie Tajpej | Francisco Fernández Ochoa City Ice Rink, Valdemoro |

| Szczegóły      | Szczegóły                                                  | Szczegóły       | Szczegóły                                                                              | Szczegóły                                                                                            |
| -------------- | ---------------------------------------------------------- | --------------- | -------------------------------------------------------------------------------------- | --- |
| Godzina: 13:00 | F. Johannesdottir (EQ) 38:31 S. Bjorgvinsdottir (PP) 44:31 | (0:1, 1:1, 1:2) | 02:46 (EQ) Yeh H.-C. 33:46 (EQ) Teng Y.-T. 50:06 (EQ) Hsu T.-Y. 59:49 (PP) Hsieh C.-C. | Widzów: 85 Sędzia główny: Sintija Čamāne Sędziowie liniowi: Alba Louise Calero Scanlan Linnea Sainio |
| Godzina: 13:00 | 10 min. kar                                                |                 | 4 min. kar                                                                             | Widzów: 85 Sędzia główny: Sintija Čamāne Sędziowie liniowi: Alba Louise Calero Scanlan Linnea Sainio |

| 23 marca 2018 | Hiszpania | 5:2 | Nowa Zelandia | Francisco Fernández Ochoa City Ice Rink, Valdemoro |

| Szczegóły      | Szczegóły | Szczegóły       | Szczegóły                               | Szczegóły                                                                            |
| -------------- | --- | --------------- | --------------------------------------- | ------------------------------------------------------------------------------------ |
| Godzina: 16:30 | A. Merino (EQ) 03:07 V. Munoz (SH) 07:11 L. Abrisqueta (EQ) 28:14 S. Danielsson (EQ) 28:47 V. Ibanez (EQ) 35:40 | (2:0, 3:0, 0:2) | 46:02 (EQ) E. Kloss 58:30 (PP) J. Jones | Widzów: 555 Sędzia główny: Lisa Grison Sędziowie liniowi: Bettina Angerer Fu Zhennan |
| Godzina: 16:30 | 16 min. kar |                 | 6 min. kar                              | Widzów: 555 Sędzia główny: Lisa Grison Sędziowie liniowi: Bettina Angerer Fu Zhennan |

| 23 marca 2018 | Turcja | 8:4 | Rumunia | Francisco Fernández Ochoa City Ice Rink, Valdemoro |

| Szczegóły      | Szczegóły | Szczegóły       | Szczegóły                                                                             | Szczegóły |
| -------------- | --- | --------------- | ------------------------------------------------------------------------------------- | --- |
| Godzina: 20:00 | C. Baktiroglu (EQ) 06:28 C. Baktiroglu (SH) 14:06 C. Baktiroglu (SH) 23:58 B. Taygar (EQ) 47:05 B. Taygar (PP) 53:28 C. Baktiroglu (EQ) 57:53 C. Baktiroglu (EQ) 58:15 B. Taygar (PP) 59:50 | (2:2, 1:2, 5:0) | 02:20 (EQ) T. Csiszer 02:37 (EQ) M. Popescu 29:33 (PP) M. Popescu 36:11 (EQ) N. Ballo | Widzów: 175 Sędzia główny: Elise Harbitz-Rasmussen Sędziowie liniowi: Claudia de la Pompa Carrera Loise Lybak Larsen |
| Godzina: 20:00 | 18 min. kar |                 | 16 min. kar                                                                           | Widzów: 175 Sędzia główny: Elise Harbitz-Rasmussen Sędziowie liniowi: Claudia de la Pompa Carrera Loise Lybak Larsen |

Tabela
| Lp. | Zespół          | M | Pkt | Z | Zd | Pd | P | G+ | G- | +/- |
| --- | --------------- | - | --- | - | -- | -- | - | -- | -- | --- |
| 1   | Hiszpania       | 5 | 15  | 5 | 0  | 0  | 0 | 29 | 5  | +24 |
| 2   | Chińskie Tajpej | 5 | 12  | 4 | 0  | 0  | 1 | 25 | 16 | +9  |
| 3   | Islandia        | 5 | 8   | 2 | 1  | 0  | 2 | 25 | 12 | +13 |
| 4   | Nowa Zelandia   | 5 | 7   | 2 | 0  | 1  | 2 | 24 | 21 | +3  |
| 5   | Turcja          | 5 | 3   | 1 | 0  | 0  | 4 | 17 | 31 | -14 |
| 6   | Rumunia         | 5 | 0   | 0 | 0  | 0  | 5 | 12 | 47 | -35 |

      = awans do II dywizji grupy A       = utrzymanie w II dywizji grupy B       = spadek do kwalifikacji II dywizji
Nagrody indywidualne
Dyrektoriat turnieju wybrał trójkę najlepszych zawodników, po jednym na każdej pozycji:
- Bramkarz:  Alba Gonzalo
- Obrońca:  Elena Alvarez
- Napastnik:  Silvia Bjorgvinsdottir

## Kwalifikacje
Mecze
| 4 grudnia 2017 | Chorwacja | 4:0 | Południowa Afryka | Winter Sports Palace, Sofia |

| Szczegóły      | Szczegóły                                                                                 | Szczegóły       | Szczegóły   | Szczegóły                                                                                            |
| -------------- | ----------------------------------------------------------------------------------------- | --------------- | ----------- | --- |
| Godzina: 15:30 | A. Siranović (EQ) 09:51 T. Delić (EQ) 22:05 E. Filipec (SH) 35:25 K. Bendjanec (EQ) 39:47 | (1:0, 3:0, 0:0) |             | Widzów: 75 Sędzia główny: Michaela Matejova Sędziowie liniowi: Yvonne Grascher Ilksen Sermin Özdemir |
| Godzina: 15:30 | 14 min. kar                                                                               |                 | 10 min. kar | Widzów: 75 Sędzia główny: Michaela Matejova Sędziowie liniowi: Yvonne Grascher Ilksen Sermin Özdemir |

| 4 grudnia 2017 | Bułgaria | 0:9 | Belgia | Winter Sports Palace, Sofia |

| Szczegóły      | Szczegóły   | Szczegóły       | Szczegóły | Szczegóły                                                                                        |
| -------------- | ----------- | --------------- | --- | ------------------------------------------------------------------------------------------------ |
| Godzina: 19:00 |             | (0:3, 0:4, 0:2) | 00:07 (EQ) F. Bosmans 03:00 (EQ) V. Maka 05:02 (PP) L. Bosmans 24:10 (EQ) F. Bosmans 27:38 (EQ) V. Maka 34:11 (EQ) E. Clincke 35:35 (PP) L. Bosmans 41:47 (PP) S. Frere 43:28 (EQ) A. Franck | Widzów: 230 Sędzia główny: Olga Steinberg Sędziowie liniowi: Witalija Chamicewicz Julia Mannlein |
| Godzina: 19:00 | 12 min. kar |                 | 8 min. kar | Widzów: 230 Sędzia główny: Olga Steinberg Sędziowie liniowi: Witalija Chamicewicz Julia Mannlein |

| 5 grudnia 2017 | Hongkong | 0:10 | Chorwacja | Winter Sports Palace, Sofia |

| Szczegóły      | Szczegóły  | Szczegóły       | Szczegóły | Szczegóły                                                                                           |
| -------------- | ---------- | --------------- | --- | --------------------------------------------------------------------------------------------------- |
| Godzina: 19:00 |            | (0:1, 0:5, 0:4) | 03:34 (EQ) V. Gurka 22:45 (EQ) S. Muranić 24:50 (EQ) E. Filipec 36:49 (EQ) S. Metelko 38:15 (EQ) V. Gurka 39:30 (EQ) E. Malek 41:18 (SH) T. Delić 49:30 (EQ) M. Smolec 56:08 (EQ) T. Delić 57:17 (EQ) E. Malek | Widzów: 238 Sędzia główny: Maria Fuhrberg Sędziowie liniowi: Tatiana Kasasova Ilksen Sermin Özdemir |
| Godzina: 19:00 | 2 min. kar |                 | 8 min. kar | Widzów: 238 Sędzia główny: Maria Fuhrberg Sędziowie liniowi: Tatiana Kasasova Ilksen Sermin Özdemir |

| 6 grudnia 2017 | Belgia | 14:1 | Hongkong | Winter Sports Palace, Sofia |

| Szczegóły      | Szczegóły | Szczegóły       | Szczegóły            | Szczegóły                                                                                           |
| -------------- | --- | --------------- | -------------------- | --------------------------------------------------------------------------------------------------- |
| Godzina: 15:30 | F. Bosmans (EQ) 06:11 C. Boon (EQ) 11:35 F. Bosmans (EQ) 14:34 S. Frere (EQ) 21:28 V. Maka (EQ) 27:04 L. de Guchtenaere (EQ) 29:29 S. Frere (EQ) 32:55 C. Boon (EQ) 38:31 A. Franck (EQ) 43:09 F. Bosmans (EQ) 45:17 V. Jenaer (EQ) 47:52 L. de Guchtenaere (EQ) 49:37 V. Jenaer (EQ) 51:36 A. Franck (EQ) 53:17 | (3:0, 5:1, 6:0) | 24:17 (EQ) Wong K.W. | Widzów: 68 Sędzia główny: Michaela Matejova Sędziowie liniowi: Yvonne Grascher Witalija Chamicewicz |
| Godzina: 15:30 | 0 min. kar |                 | 4 min. kar           | Widzów: 68 Sędzia główny: Michaela Matejova Sędziowie liniowi: Yvonne Grascher Witalija Chamicewicz |

| 6 grudnia 2017 | Południowa Afryka | 4:0 | Bułgaria | Winter Sports Palace, Sofia |

| Szczegóły      | Szczegóły                                                                                   | Szczegóły       | Szczegóły   | Szczegóły                                                                                    |
| -------------- | ------------------------------------------------------------------------------------------- | --------------- | ----------- | -------------------------------------------------------------------------------------------- |
| Godzina: 19:00 | D. van Doesburgh (PP) 28:37 D. Rhode (EQ) 37:17 C. Schuurman (EQ) 48:26 D. Rhode (EQ) 56:37 | (0:0, 2:0, 2:0) |             | Widzów: 225 Sędzia główny: Olga Steinberg Sędziowie liniowi: Tatiana Kasasova Julia Mannlein |
| Godzina: 19:00 | 14 min. kar                                                                                 |                 | 12 min. kar | Widzów: 225 Sędzia główny: Olga Steinberg Sędziowie liniowi: Tatiana Kasasova Julia Mannlein |

| 7 grudnia 2017 | Chorwacja | 1:0 | Belgia | Winter Sports Palace, Sofia |

| Szczegóły      | Szczegóły             | Szczegóły       | Szczegóły  | Szczegóły                                                                                        |
| -------------- | --------------------- | --------------- | ---------- | ------------------------------------------------------------------------------------------------ |
| Godzina: 19:00 | E. Filipec (SH) 17:23 | (1:0, 0:0, 0:0) |            | Widzów: 80 Sędzia główny: Maria Fuhrberg Sędziowie liniowi: Julia Mannlein Ilksen Sermin Özdemir |
| Godzina: 19:00 | 12 min. kar           |                 | 8 min. kar | Widzów: 80 Sędzia główny: Maria Fuhrberg Sędziowie liniowi: Julia Mannlein Ilksen Sermin Özdemir |

| 8 grudnia 2017 | Południowa Afryka | 8:1 | Hongkong | Winter Sports Palace, Sofia |

| Szczegóły      | Szczegóły | Szczegóły       | Szczegóły            | Szczegóły                                                                                       |
| -------------- | --- | --------------- | -------------------- | ----------------------------------------------------------------------------------------------- |
| Godzina: 15:30 | D. Rhode (PP) 18:38 C. Schuurman (EQ) 19:36 K. Jamieson (EQ) 21:07 D. Rhode (EQ) 26:04 D. Rhode (EQ) 35:43 C. Langeveld (EQ) 37:59 N. Schuurman (EQ) 47:11 D. Rhode (EQ) 56:58 | (2:0, 4:1, 2:0) | 25:33 (EQ) Lau Y. T. | Widzów: 68 Sędzia główny: Olga Steinberg Sędziowie liniowi: Witalija Chamicewicz Julia Mannlein |
| Godzina: 15:30 | 6 min. kar |                 | 8 min. kar           | Widzów: 68 Sędzia główny: Olga Steinberg Sędziowie liniowi: Witalija Chamicewicz Julia Mannlein |

| 8 grudnia 2017 | Bułgaria | 2:12 | Chorwacja | Winter Sports Palace, Sofia |

| Szczegóły      | Szczegóły                                      | Szczegóły       | Szczegóły | Szczegóły                                                                                        |
| -------------- | ---------------------------------------------- | --------------- | --- | ------------------------------------------------------------------------------------------------ |
| Godzina: 19:00 | A. Popowa (PP) 32:16 A. Jewstatiewa (PP) 35:15 | (0:5, 2:3, 0:4) | 04:13 (EQ) E. Cavka 05:16 (EQ) E. Filipec 06:57 (EQ) T. Delić 07:15 (EQ) E. Filipec 16:51 (EQ) V. Gurka 24:43 (PP) E. Filipec 26:56 (PP) M. Vrbancić Fabić 36:51 (EQ) A. Siranović 44:34 (PP) M. Vrbancić Fabić 46:11 (EQ) A. Siranović 49:36 (EQ) E. Cavka 52:39 (EQ) E. Cavka | Widzów: 102 Sędzia główny: Michaela Matejova Sędziowie liniowi: Yvonne Grascher Tatiana Kasasova |
| Godzina: 19:00 | 6 min. kar                                     |                 | 8 min. kar | Widzów: 102 Sędzia główny: Michaela Matejova Sędziowie liniowi: Yvonne Grascher Tatiana Kasasova |

| 9 grudnia 2017 | Hongkong | 2:1 | Bułgaria | Winter Sports Palace, Sofia |

| Szczegóły      | Szczegóły                                     | Szczegóły       | Szczegóły               | Szczegóły                                                                                         |
| -------------- | --------------------------------------------- | --------------- | ----------------------- | ------------------------------------------------------------------------------------------------- |
| Godzina: 14:30 | Ng J. Z. (PP) 49:29 Leung T. S. A. (EQ) 54:26 | (0:1, 0:0, 2:0) | 07:20 (EQ) W. Dimitrowa | Widzów: 200 Sędzia główny: Maria Fuhrberg Sędziowie liniowi: Yvonne Grascher Witalija Chamicewicz |
| Godzina: 14:30 | 8 min. kar                                    |                 | 8 min. kar              | Widzów: 200 Sędzia główny: Maria Fuhrberg Sędziowie liniowi: Yvonne Grascher Witalija Chamicewicz |

| 9 grudnia 2017 | Belgia | 3:0 | Południowa Afryka | Winter Sports Palace, Sofia |

| Szczegóły      | Szczegóły                                                                  | Szczegóły       | Szczegóły  | Szczegóły                                                                                             |
| -------------- | -------------------------------------------------------------------------- | --------------- | ---------- | --- |
| Godzina: 19:00 | S. Morel de Westgaver (EQ) 19:37 F. Bosmans (EQ) 29:20 S. Frere (EQ) 34:56 | (1:0, 2:0, 0:0) |            | Widzów: 80 Sędzia główny: Michaela Matejova Sędziowie liniowi: Tatiana Kasasova Ilksen Sermin Özdemir |
| Godzina: 19:00 | 2 min. kar                                                                 |                 | 4 min. kar | Widzów: 80 Sędzia główny: Michaela Matejova Sędziowie liniowi: Tatiana Kasasova Ilksen Sermin Özdemir |

Tabela
| Lp. | Zespół            | M | Pkt | Z | Zd | Pd | P | G+ | G- | +/- |
| --- | ----------------- | - | --- | - | -- | -- | - | -- | -- | --- |
| 1   | Chorwacja         | 4 | 12  | 4 | 0  | 0  | 0 | 27 | 2  | +25 |
| 2   | Belgia            | 4 | 9   | 3 | 0  | 0  | 1 | 26 | 2  | +24 |
| 3   | Południowa Afryka | 4 | 6   | 2 | 0  | 0  | 2 | 12 | 8  | +4  |
| 4   | Hongkong          | 4 | 3   | 1 | 0  | 0  | 3 | 4  | 33 | -29 |
| 5   | Bułgaria          | 4 | 0   | 0 | 0  | 0  | 4 | 3  | 27 | -24 |

      = awans do II dywizji grupy B 